# Pedro Alzate
Pedro Antonio Alzate Roso (Medellín, 10 de noviembre de 1947-Armenia, 2 de noviembre de 2020) fue un futbolista y docente colombiano, reconocido por su paso por los clubes Atlético Nacional, Independiente Santa Fe, Deportivo Independiente Medellín y Deportes Quindío. Jugaba en la posición de delantero. 

## Biografía

### Carrera como futbolista
Alzate nació en la ciudad de Medellín, donde debutó en las divisiones inferiores del club Atlético Nacional y posteriormente en el primer equipo. Acto seguido se trasladó a la ciudad de Bogotá para firmar con Independiente Santa Fe, donde jugó durante ocho temporadas y levantó dos títulos de la liga colombiana. En 1973 regresó a su ciudad natal para jugar en el Deportivo Independiente Medellín, permaneciendo una temporada antes de viajar a la ciudad de Armenia y vincularse a la escuadra del Deportes Quindío, donde finalizó su carrera como futbolista profesional. Integró la selección de su país en 1970 disputando el torneo preolímpico que otorgaba plaza a los Juegos Olímpicos de Múnich de 1972.

### Otros proyectos y fallecimiento
Tras su retiro, Alzate se radicó definitivamente en Armenia, donde se casó y tuvo dos hijos, además de cursar la carrera de administración de empresas. Luego de gerenciar clubes como Millonarios, Deportes Quindío e Independiente Santa Fe, Alzate ocupó otros cargos en la capital quindiana como director de ventas de la empresa Iván Botero Gómez, docente del Servicio Nacional de Aprendizaje, auxiliar de presupuesto de la alcaldía de Armenia y docente en la Escuela de Administración y Mercadotecnia del Quindío.
Alzate falleció el 2 de noviembre de 2020 a los setenta y tres años en Armenia luego de sufrir un paro cardíaco.